# Constantin T. Nicolau
Constantin T. Nicolau (n. 6 februarie 1897, Bârlad – d. 27 noiembrie 1973, București) a fost un medic, membru corespondent al Academiei Române.
Urmează cursurile școlii primare, cât și pe cele ale Liceului Codreanu al cărui secție reală o absolvă în 1916. Din cauza izbucnirii primului război mondial, întrerupe, pentru patru ani, continuarea studiilor universitare. Urmează apoi cursurile Facultății de Medicină din București, pe care le absolvă în 1926.
A participt, ca sublocotenent aviator (observator), la campania din 1917 (corpul de observatori aviatori au dirijat eficient artileria română, contribuind la victoriile din vara acelui an).

## Distincții
- titlul de „Medic Emerit al Republicii Populare Romîne” (31 decembrie 1962) „pentru merite excepționale și realizări deosebite in domeniul ocrotirii sănătății oamenilor muncii”[2]